# Principio de reflexión
En teoría de conjuntos, una rama de las matemáticas, el principio de reflexión dice que es posible encontrar conjuntos que representen la clase de todos los conjuntos. Existen varias formas diferentes del principio de reflexión según se determine con exactitud el significado de «representar». La forma débil del principio de reflexión lo constituyen los axiomas de Zermelo-Fraenkel, mientras que formas más fuertes pueden resultar en axiomas nuevos y muy poderosos para la teoría de conjuntos.
El concepto de «principio de reflexión» proviene del hecho de que las propiedades del universo de todos los conjuntos se «reflejan» en un subgrupo más pequeño. 

## Motivación para el principio de reflexión
Una versión ingenua del principio dice que «para cualquier propiedad del universo de conjuntos podemos encontrar un subconjunto con la misma propiedad», lo que lleva inmediatamente a una contradicción:
el universo de conjuntos contiene a todos los conjuntos, pero no existe un subconjunto con la propiedad de contener a todos los conjuntos. Para obtener una versión útil y sin contradicciones del principio de reflexión debemos ser más cuidadosos acerca del significado de propiedad, y cuáles propiedades permitimos. 
Para encontrar un enunciado sin contradicciones podemos argumentar informalmente como sigue: supongamos que tenemos una colección «A» de métodos para formar conjuntos (por ejemplo, considerando superconjuntos, subconjuntos, el axioma de reemplazo, etc.). Podemos imaginar que tenemos todos los conjuntos obtenidos mediante la aplicación repetida de estos métodos, que englobamos en una clase «V», la que puede considerarse como modelo de alguna teoría de conjuntos. Ahora podemos introducir los siguientes principios para formar subconjuntos: «la colección de todos los subconjuntos obtenidos de otro mediante aplicación repetida de todos los métodos que existen en la colección «A», es también un subconjunto». Si permitimos este nuevo principio para formar conjuntos, podemos superar «V», y considerar la clase «W» de todos los conjuntos derivados de operaciones «A». En otras palabras, el universo «W» contiene un conjunto «V» que refleja a «W» en cuanto ha sido generado mediante todos los métodos «A».
Podemos usar este argumento informal en dos formas: podemos tratar de formalizarlo en las teoría de Zermelo-Fraenkel, y haciéndolo, obtendremos algunos teoremas llamados teoremas de reflexión.
Alternativamente podemos usarlo para motivar la introducción de nuevos axiomas en la teoría de conjuntos.

## El principio de reflexión como teorema de ZFC
Tratando de formalizar la argumentación de la sección anterior para el principio de reflexión dentro de los axiomas de Zermelo-Fraenkel, se vuelve necesario agregar algunas condiciones a la colección de propiedades «A» (por ejemplo, «A» debe ser finita). De esta manera se generan varios teoremas de reflexión de ZFC fuertemente relacionados, todos los cuales establecen que podemos encontrar un conjunto que será al menos modelo de ZFC.  
Una forma del principio de reflexión dentro de ZFC establece que «para cualquier conjunto finito de axiomas de ZFC podemos encontrar un modelo que implícitamente satisfaga tales axiomas». (en particular esto prueba que ZFC no es axiomatizable en forma finita, porque si se probara la existencia de un modelo de sí mismo y, por tanto, que demostrara su propia consistencia, tal posibilidad contravendría el segundo teorema incompleto de Gödel), esta versión de teorema de reflexión está muy relacionada con el teorema de Löwenheim-Skolem.  
Otra versión del principio de reflexión dice que para cualquier número finito de fórmulas de ZFC podemos encontrar un conjunto Vα en el universo de von Neumann tal que todas las fórmulas en el conjunto constituyen un absoluto lógico para Vα (lo que significa muy burdamente que verifican en Vα si y solo si lo hacen en el universo de todos los conjuntos). Así se establece que el conjunto Vα refleja el universo de todos los conjuntos, al menos en lo que concierne al número finito de fórmulas dadas.   
Para cualquier número natural n, puede probarse desde ZFC un principio de reflexión que dice que dado un ordinal α, existe un ordinal β>α tal que Vβ satisface todas las instancias de primer orden de la teoría de conjuntos que son verdaderas para V, y contienen menos que n cuantificadores. 

## Principios de reflexión como nuevos axiomas
Bernays usó un principio de reflexión como axioma para una versión de la teoría de conjuntos (no la Gödel-Bernays, que es una teoría más débil). Grosso modo decía que si «A» es una clase con alguna propiedad, entonces puede hallarse un conjunto transitivo u tal que A∩u tenga la misma propiedad cuando se lo considere un subconjunto del universo u. Este es un axioma bastante poderoso, que implica la existencia de varios de los grandes cardinales más pequeños, tales como los cardinales inaccesibles. (En términos generales, la clase de todos los ordinales en ZFC es un cardinal inaccesible, además del hecho de que no es un conjunto, y el principio de reflexión puede entonces utilizarse para mostrar que hay un subconjunto con la misma propiedad. En otras palabras, un cardinal inaccesible.) La consistencia del principio de reflexión de Bernay queda implícita por la existencia de un cardinal mensurable. 
Existen muchos principios de reflexión más, que están fuertemente relacionados con los varios axiomas para grandes cardinales. Para al menos cada axioma de gran cardinal conocido hay un principio de reflexión que lo implica, e inversamente, hasta los más poderosos principios conocidos de reflexión están implícitos por axiomas de gran cardinal.(Marshall R, 1989)
Si V es un modelo de ZFC y su clase de ordinales es regular, por ejemplo no hay subclase cofinita de bajo orden, entonces hay una clase cerrada e ilimitada de ordinales C tal que para todo αεC la función identificadora de Vα a V es una inclusión elemental.